# ローマ皇帝群像

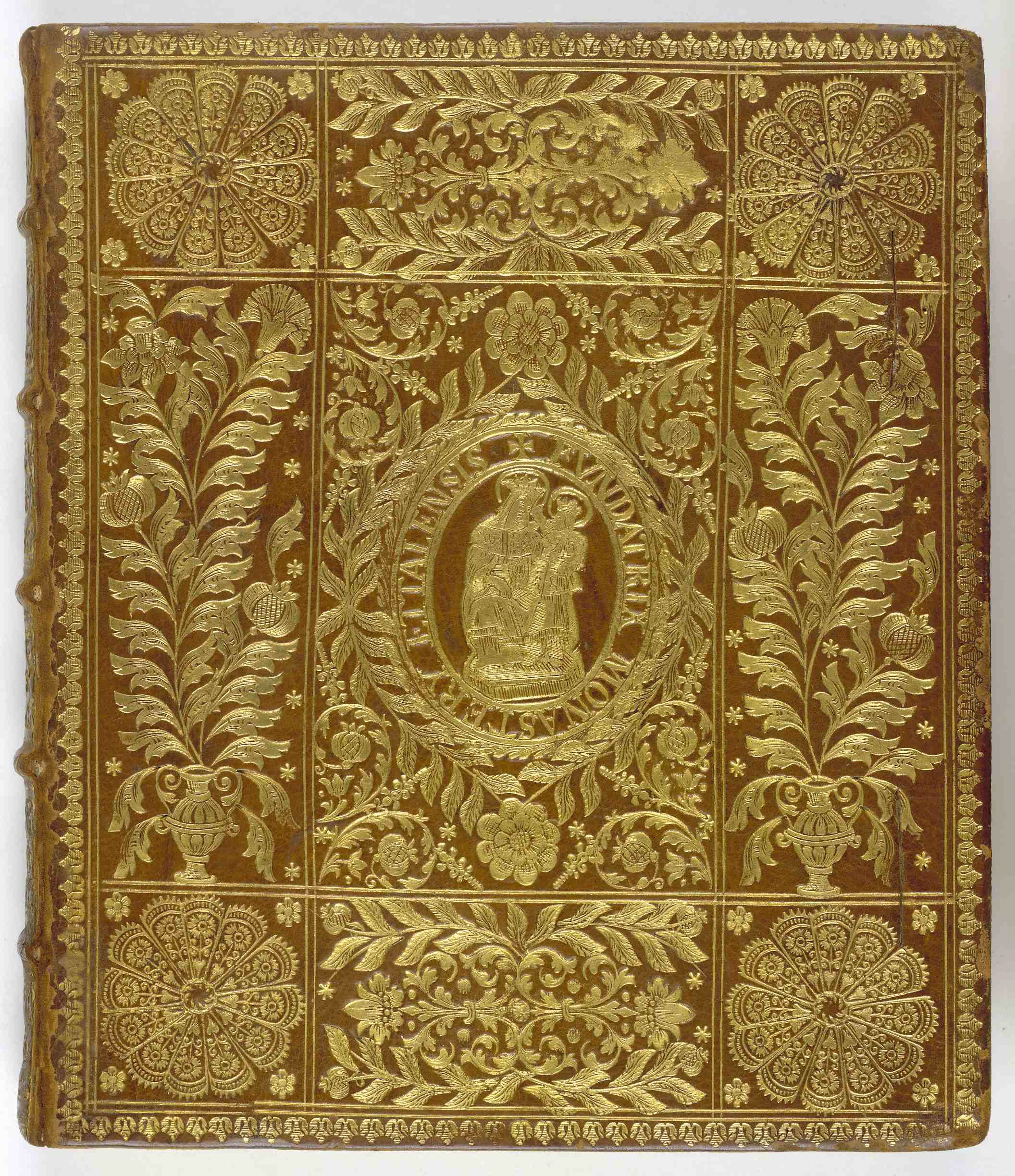
ローマ皇帝群像（1698年版）

『ローマ皇帝群像』（ローマこうていぐんぞう、羅: Historia Augusta）は、117年から284年にかけてのローマ皇帝および簒奪者たちの伝記集で、ヒストリア・アウグスタと呼ばれるケースも多い。
同書は「Scriptores Historiae Augustae」として知られる6人の歴史家（アエリウス・スパルティアヌス、ユリウス・カピトリヌス、ウルカキウス・ガッリカヌス、アエリウス・ランプリディウス、トレベッリウス・ポッリオ、フラウィウス・ウォピスクス）らが、ローマ時代に執筆した歴史書が原本であるとされている。だが本当の著者が誰であるのか、何時書かれた歴史書なのか、その信憑性を疑問視する指摘が古くから行われている。
加えて同書に対する批判として、内容の多くに誇張や誤りが含まれている点が挙げられる。こうした「ヒストリア・アウグスタ」の誤った記述の中には、全く根拠の無い虚偽まで含まれている。
これらの明白な問題を抱える歴史書にもかかわらず、「ヒストリア・アウグスタ」は現在もローマ史の研究者にとって好む好まないを問わず、参照せざるを得ない重要史料の一つに留まっている。何故なら同書が記述する時代の歴史書の多くが散逸してしまっており、信憑性が疑わしくとも同書を用いざるを得ないという側面があるからである。

## 概要

### 著作名と伝記の範囲
「ヒストリア・アウグスタ」は本来、1603年に古典学者イザーク・カゾボンが、ミラノで1475年に出版された初版を再編幕した際に改題した物である。元となった原本は前述の通り、古代ローマ時代の人物によって書かれたとされるが、実際に編纂された時代や地域は不明である。少なくとも西ローマ帝国崩壊後の6世紀から10世紀に掛けて幾つかの文献で引用された形跡が残っている。アエリウス・スパルティアヌス、ユリウス・カピトリヌス、ウルカキウス・ガッリカヌス、アエリウス・ランプリディウス、トレベッリウス・ポッリオ、フラウィウス・ウォピスクスら「6人の著者」は記述の内容からディオクレティアヌス、コンスタンティヌス1世時代の人物と判断されている。
ハドリアヌスからヌメリアヌスまでを扱う同書は、ピリップス・アラブス・デキウス・マルクス・アエミリウス・アエミリアヌスといった軍人皇帝をウァレリアヌスの治世末期を除いて記述している。実際にはネルウァとトラヤヌスの記述も含まれているが、スエトニウスの伝記と近似している事から転用が疑われている。また短命か、もしくは存在が疑われる簒奪者に記述を割いている一方でフロリアヌスなど何人かの実在する皇帝について無視されているなど、記述内容に偏りが見られている。
この様な問題点は300年来に亘って何度も指摘されていたが史料不足から重用され、帝政ローマに対する歴史観に多大な影響を与え続けた。エドワード・ギボンもその一人であり、彼の代表作「ローマ帝国衰亡史」はヒストリア・アウグスタを参照して書かれた部分が多数存在する。今日の歴史学者達の多くは同書の疑わしさを十分に理解してこの著作を使用すべきと判断しているが、それでも一部の学者は同書を全面的に支持し続けている。

### 年代と著者についての論争
1889年、ドイツの歴史学者ヘルマン・デッサウは同時代人による執筆ではなく、全てが帝政ローマ末期（4世紀後半）の著作であるとした。また6人の著者についても執筆年代を偽装する為の架空の人物に過ぎず、一人の作家が全文を執筆したものだと断定した。根拠として、「セプティミウス・セウェルス伝」はアウレリウス・ウィクトルの著書を写して記述されており、また「マルクス・アウレリウス伝」はエウトロピウスの『建国以来の歴史概略』を使って書かれている可能性を例示した。ヘルマン・デッサウの記述まで同著はより古い著作で、また複数人による執筆と固く信じられていた。多くの歴史家達はデッサウの批判に猛烈な反発を示して、数十年間に亘って激しい議論が繰り広げられた。
1890年という議論の比較的早い段階でテオドール・モムゼンは帝政ローマ末期という説を肯定した。ノルマン・ベイネス、ロナルド・セイムらローマ史の大家が否定派・肯定派に分かれての議論は概ね時代が皇帝達より後の時代に執筆された事を肯定している（フリギドゥスの戦いがあった4世紀末期が通説であるが、4世紀中期成立説や5世紀以降成立説まで諸説が存在する）。また、執筆人数も単独であった可能性が高いと見られており、小ニコマコス・フラウィアヌス（フリギドゥスの戦いでエウゲニウス方について敗れた）のような特定の個人を著者と推定する説や現在では逸名となった学者や役人、教師などの著者像を想定する説も出されている。しかし、デッサウ以来の説を否定してコンスタンティヌス1世時代成立説を堅持する説や著者複数説を主張する論者もいる為、文体の考察などから未だに議論が続けられており、コンピュータ解析など最新の知見が用いられているが結論は出ていない。

### 「主要評伝」と「補足評伝」
「ヒストリア・アウグスタ」の特徴の一つとして皇帝だけでなく、帝位請求者や帝位を継げなかった後継者についての伝記（補足評伝）を含めている点が挙げられる。ルキウス・ウェルス、アエリウス・カエサル、アヴィディウス・カッシウス、ペスケンニウス・ニゲル、クロディウス・アルビヌス、ゲタ、ディアドゥメニアヌスなどが典型例である。
これら僭称帝・後継者候補についての補足評伝は殆ど正確性を持たず、文学的な技法と意図的なフィクションで彩られている。唯一例外的なのがルキウス・ウェルスについての評伝であり、悪名の高い補足評伝の中でも珍しく多くの出典が添付され、同著の信憑性を低いと評しているロナルド・セイムも同評伝だけは信用に値すると論じている。補足評伝の存在は同著の信憑性を著しく下げている要因の一つで、著者が事実に基かないフィクションで話を盛り上げる事を許した。読み物としての脚色はガリエヌス帝の時代に成立したという「三十人政権」のエピソードで頂点に達した。
更に著作の後半（カラカラ帝以降）になるにつれて「主要評伝」も「補足評伝」と同じくらい、露骨な脚色と虚偽に溢れていき、マクリヌス帝の伝記に至ってはなんら出典を持たない。惨憺たるありさまはヘリオガバルスの伝記で少し改善されるが、アレクサンデル・セウェルス帝の伝記で、その分量は全ての評伝でもっとも長いにもかかわらず「ただの寓話」へと再び戻っている。
こうして点について歴史家達からは、「明らかに著者は何の出典も参考にせず、代わりに自らの創作能力を披露する事に終始している」と指摘されている。それでも若干の信用性ある出典（ヘロディアヌスやデキフィップら）を使用しているが、大部分は創作であって史料は断片的な引用でしかない。

### 書籍上の分類と執筆意図
「ヒストリア・アウグスタ」が編纂された背景に何らかの政治的目的を見て取る論者は多く、異教徒への攻撃など宗教的目的も指摘されている。また単純に娯楽物として創作された「作り話」であると評する声も同等に存在する。
ロナルド・セイムはある時代以前の歴史書は今日の近代歴史学からみれば単なる歴史小説（「作り事の歴史」）であって、史料としての水準を満たしていない場合が多いと指摘する。また特に同書が編纂されたテオドシウス1世治世下では古い歴史書の記述をより大胆に脚色して、言わば面白おかしく捏造した書物が盛んに出回っていた。彼ら「危険な評釈者たち」（rogue scholiast）は、スエトニウス（彼はタブロイドとしての側面が強い歴史書を多く作り出した）やマリウス・マキシムス（スエストニウスの後継者と渾名される）の著作を手本とする傾向にあった。こうした動きと対する形でアンミアヌス・マルケリヌスはタキトゥスを手本にして、（前者に比べてではあるが）中立的に歴史を記録しようとした。
プロブス帝治世に現れたという帝位請求者「4人の戦車」は、マリウス・マキシムスによって全く捏造された存在だった。当時の文献には、マキシムスの著作について「彼は主に歴史小説で知られている（homo omnium verbosissimus, qui et mythistoricis se voluminibis implicavit ）」と皮肉る文章が残っている。mythistoricisというラテン語の単語はマキシムスの著作を指す以外に用いられた形跡はない。
近年の研究で特異なのは、アラン・キャメロン（en）が著した『最後の異教徒（The Last Pagans of Rome）』の説で、プロブス帝の末裔を名乗っていた371年のコンスルであったペトロニウス・プロブスの関係者が当時のマリウス・マキシムスの人気に便乗して充分な学識も明確な目的も無いままに続編（マキシムスの著書はヘリオガバルスの治世で終わっている）を書いてみただけだと、切って捨てている（『ローマ皇帝群像<4>解題、pp273-274、執筆:井上文則）。ちなみにプロブスの伝記の末尾において、彼の子孫の栄達するという予言がなされているのに未だ（同書の執筆年代に仮託されているコンスタンティヌス1世の時代）にそんな形跡がないと批判されているが、キャメロン説ではこの予言の記事はコンスタンティヌス1世よりも後の人物であるペトロニス・プロブスの存在を意識して描かれているとされる。

### 虚偽の公文書
同書の別の特色は元老院の公文書・皇帝の手紙などを情報源として提示して、形式的には引用による記述に徹した事が挙げられる。古代の歴史家はしばしば修辞的なスピーチを好み（これは古代の歴史学では公に認められた行為だった）、幾つかの歴史的資料と共に記述される場合、それは真実と見なされた。
だが「ヒストリア・アウグスタ」で見つかるこうした殆ど全ての部分が虚偽として拒絶されている。著作で引用されている文献が、書類の日付のかなり後年まで確認されない組織名や称号名を用いている為である。

#### 虚偽の一例
「ヒストリア・アウグスタ」の記述の誤りや、意図的な虚偽は枚挙に暇が無い。それらは同書が複数の著者によって執筆されたと見せかける行為から始まって、ディオクレティアヌスとコンスタンティヌス1世への報告書類、偽造された公文書、存在しない人物・組織の引用、様々な人物の「創造」（それは幾つかの伝記の主人公にまで至る）、空想上の演説、客観性の欠如、相互に矛盾する情報、そして恐らくは同書が編纂されたであろう4世紀後半の人物や事件に結びつけようとする記述など、多様性に満ちている。
以下に挙げられる例はほんの一握りの「誤り」であり、同書において全く珍しくない「典型例」である事を留意しなければならない。当然ながら「ヒストリア・アウグスタ」しか史料のない時代・出来事・人物についてはこうした誤りを取り除く術が無いままで使用されている。
- ゲタの伝記で彼が5月27日にメディラヌムで生まれたとした上で、その年は「セウェルスとウィテリウスが執政官の年」であったと主張した。
  - 実際にはゲタは3月7日のローマ生まれであり、生まれ年の189年にセウェルスとウィテリウスなどという執政官は存在しない事が分かっている。

- ハドリアヌスの伝記で頻繁に引用される養子ルキウス・アエリウス・カエサルの実父セルヴィリウスへ向けた書簡（これは20世紀に多くの学者が本物であると誤認した）。同書で引用される書簡ではエジプト滞在中のハドリアヌスは、「執政官セルヴィリウスへ」と呼びかけて、養子としたルキウスについて記述されている。
  - ハドリアヌスがエジプトに滞在していたのは130年なのに対して、ルキウス・アエリウスが養子に指名されたのは136年である[12]。加えて134年にセルヴィリウスは執政官から解任されており、息子が皇帝の養子に迎えられた時点では執政官ではない[12]。
  - ハドリアヌスの解放奴隷フェレヌスによって手紙は後世に残されたとされるが、「ヒストリア・アウグスタ」以外にその存在を記録している資料はない。

- デキウスの伝記で彼の功績としてケンソル職の復活を挙げ、彼は251年10月27日に元老院でウァレリアヌスを同職に任命したという。
  - 10月27日時点でデキウスは既に蛮族との戦いで敗死しており、死者が元老院に命じた事になる。ちなみにケンソル職の復活も全くその痕跡が見られない。

- クラウディウス・ゴティクスの伝記でウァレリアヌスが「アスクリア」という武器を若きゴティクスに与えるよう命じたという。
  - アスクリアとは実在する武器ではなく、エクスカリバーのような神話上の武器である。

- ウァレリアヌスの伝記で彼がビザンティウムで荘厳な帝国議会「ウルピウス・トラヤヌス」を行い、そこでルキウス・ドミティウス・アウレリアヌスを養子にすると演説したという。
  - 何の出典も形跡も無く、ただの想像上の産物であると結論付けられている。

- ガリエヌスの伝記で、「三十人の簒奪者」によって一時的に政権が運営された時期があったと主張される。
  - ペロポネソス戦争後の三十人政権を露骨に意識した全くの創作であると見られている。

- タキトゥスの伝記で、元老院での演説（これも大部分が創作と考えられている）を終えた後、Curia Pompilianaという建物を訪ねている 。
  - そのような建物はローマ時代に存在しない。加えてタキトゥスの演説を賞賛した二人の議員も架空の人物であった。

- ルキウス・ドミティウス・アウレリアヌスの伝記で、同時代のエジプトの帝位請求者にフィルムスという人物がいたと主張されている。
  - この人物も全くの架空の人物と考えられている[注釈 2]。フィルムスについては別に伝記が立てられており、「ダチョウを毎日一羽平らげた」「ダチョウの群れに馬車を引かせた」「ワニの中を泳ぐ事を好んだ」「ガラスで作られた宮殿に住んだ」などと荒唐無稽な記述が列挙されている。

## 史学上の価値
一定の学者は常に同書の価値を部分的に擁護しようとした。例えば近年までデュッセルドルフ大学の古代史教授を務めていたアンソニー・リチャード・バーリーは「セプティミウス・セウェルス伝」までの部分はマリウス・マクシムスの著書（それはスエトニウスの『ローマ皇帝伝』の続編として書かれたという）の散逸された記述に基いているとして、信頼するに値すると主張した。ペンギン・ブックス社から出版した英語版で『ローマ皇帝群像』の前半部分に、後半部分は原本に無いネルウァとトラヤヌスの伝記を加えて『Lives of the Later Caesars』というタイトルで別に出版した。
あまりに古典的な擁護論に回帰したアンソニー・バーリーの学術的態度は、ロナルド・セイムにより徹底的な批判を受けた。セイムはそもそも「ヒストリア・アウグスタ」の擁護論者が掲げるマクシムスが信用に値しない歴史家なのであり、彼のあらゆる著作が史実の歪曲による産物であると指摘する。マクリヌス帝の項における無責任な評伝や、また「ヒストリア・アウグスタ」で唯一評価できるルキウス・ウェルスの項目に一切マクシムスからの引用が無かった事を例に挙げて、彼は同書の信憑性に何も寄与していないと批判した。
膨大な議論はもはや「ヒストリア・アウグスタ」が史料として一切の価値を持たないとする結論を導き、特に253年から284年の間については全面的に棄却されるべきと判断した 。それでも断片的に適切な出典が用いられている部分もあり、史料として用いる傾向も残っている。

## 登場する皇帝一覧
以下には元老院から承認された皇帝、またはその皇帝から共治帝に任じられた皇帝（ディアドゥメニアヌス、サロニヌスなど）のみをあげる。
ハドリアヌス    (117-138)
5賢帝の3人目。帝国の拡大を中止。パンテオンなどを建築。帝国全土を巡行。
アントニヌス・ピウス    (138-161)
5賢帝の4人目。「パクス・ロマーナ」（ローマの平和）の時代。事件なし。
マルクス・アウレリウス・アントニヌス  (161-180)
5賢帝の5人目。哲学者皇帝。ゲルマン人が侵入し、戦争中に病死。
ルキウス・ウェルス    (161-169)
マルクス・アントニヌス治世の前半期に帝国初の共同統治。脳卒中で死亡。
コンモドゥス  (177-192)
マルクス・アントニヌスの子。親衛隊長に政治を一任。親衛隊長と愛妾が暗殺。
ペルティナクス    (193)
親衛隊を抑えようとして逆に暗殺された。以後の混乱で、193年は「五皇帝の年」と呼ばれる。
ディディウス・ユリアヌス    (193)
親衛隊から競売で帝位を競り落とした。しかしセウェルスがローマに迫ると、元老院から引退させられて暗殺される。
セプティミウス・セウェルス  (193-211)
アフリカ出身。ユリアヌスを暗殺させ、東のペスケンニウス・ニゲル、西のクロディウス・アルビヌスを破る。彼とその子孫がセウェルス朝。
カラカラ    (198-217)
セプティミウスの子。アントニヌス勅令（帝国内自由成年男子をすべてローマ市民とした重大事件だが、これは『皇帝群像』には記載されていない）。一兵士が暗殺。
プブリウス・セプティミウス・ゲタ  (209-211)
カラカラの弟。兄と共同統治したが仲が悪く、兄に暗殺された。
マクリヌス  (217-218)
カラカラ暗殺後に即位。最初の非元老院議員皇帝。セウェルス朝の後継を自称するヘリオガバルス軍に敗北。
ディアドゥメニアヌス  (218)
マクリヌスの子で共治帝。1ヶ月弱の在位でヘリオガバルス軍に敗北し、9歳で処刑。
ヘリオガバルス (218-222)
セプティミウスの義理の妹の孫。14歳で即位。太陽神信仰の祭司。女装男色皇帝。人望のある皇太子のアレクサンデルを殺そうとして、逆に親衛隊に殺された。
アレクサンデル・セウェルス  (222-235)
13歳で即位。キリスト教に寛容な善良帝。ゲルマンと講和し、部下の兵士らが暗殺。
マクシミヌス・トラクス  (235-238)
軍が推挙し即位。彼の重税は238年の内乱を招き、この年は「六皇帝の年」と呼ばれる。以後が軍人皇帝時代。
ゴルディアヌス1世とゴルディアヌス2世   (238)
アフリカ総督でマクシミヌスに反乱。父子で共治帝。マクシミヌスにつくヌミディア軍に敗れる。
プピエヌス・マクシムスとデキムス・カエリウス・カルウィヌス・バルビヌス  (238)
マクシミヌスに勝利。共治帝となったが、共に親衛隊に殺される。
ゴルディアヌス3世    (238-244)
ゴルディアヌス2世の甥。六皇帝の年238年に唯一生き残った。
現在残る写本からは以下の4人の皇帝、およびその共治帝たちの記事は失われている。
- ピリップス・アラブス (244-249)  （およびその子の共治帝ピリップス2世）
- デキウス (249-251)  （および共治帝の長男エトルスクス・デキウスと次男ホスティリアヌス ）
- トレボニアヌス・ガッルス (251-253)   （およびその子の共治帝ガイウス・ウィビウス・ウォルシアヌス ）
- アエミリアヌス (253)

ウァレリアヌス    (253-260)
ペルシアとエデッサで戦い、敗れて捕虜になり、以後消息不明。
ガッリエヌス    (253-268)
ヴァレリアヌスの息子で共治帝。260年単独皇帝。西のガリア帝国と東のパルミラ帝国が独立。部下が暗殺。
プブリウス・リキニウス・コルネリウス・サロニヌス (260)
ガリエヌスの息子で共治帝。1ヶ月でゲルマニア総督ポストゥムスに殺された。ポストゥムスはガリア帝国初代皇帝になる。
クラウディウス・ゴティクス  (268-270)
おそらくガエリヌス殺しの首謀者の一人。ゲルマンに勝利。陣中で疫病死。
クィンティッルス   (270)
クラウディウスの弟。アウレリアヌスが反乱し、部下に殺された。
アウレリアヌス  (270-275)
東のパルミラ帝国と西のガリア帝国に勝利し、ローマ帝国を再統一。親衛隊に殺された。
マルクス・クラウディウス・タキトゥス  (275-276)
歴史家タキトゥスの親族と自称。元老院が選び75歳で即位し、半年後アジアで死亡。
フロリアヌス    (276)
タキトゥスの弟。帝国西側を拠点に、プロブスと対決。部下が暗殺。
プロブス    (276-282)
エジプトを拠点に即位。ゲルマンに勝利。屯田制を提案したが、反発した兵に殺された。
マルクス・アウレリウス・カルス  (282-283)
プロブスのペルシア遠征時に反乱。ペルシアに侵攻したが落雷で死んだ。
ヌメリアヌス    (283-284)
カルスの次男。父とメソポタミアに従軍、父の死後引き返す途中で義父のアペルが殺した。
カリヌス    (283-285)
カルスの長男。父と弟の死後は単独皇帝。ディオクレティアヌス軍と戦い、部下が暗殺。
ディオクレティアヌス   (284-305)
軍人皇帝時代を終わらせた。20年の治世後に引退。以後のローマ帝国は専制君主政となる。

## 文献

### 日本語訳
- 『ローマ皇帝群像 1』 南川高志訳、京都大学学術出版会<西洋古典叢書>、2004年1月。ISBN 978-4-87698-146-5
- 『ローマ皇帝群像 2』 南川高志・桑山由文・井上文則訳、京都大学学術出版会<西洋古典叢書>、2006年6月。ISBN 978-4-87698-164-9
- 『ローマ皇帝群像 3』 桑山由文・井上文則訳、京都大学学術出版会<西洋古典叢書>、2009年5月。ISBN 978-4-87698-183-0
- 『ローマ皇帝群像 4』 井上文則訳、京都大学学術出版会<西洋古典叢書>、2014年9月。ISBN 978-4-87698-486-2

### 海外
- Norman H Baynes, The Historia Augusta. Its Date and Purpose (Oxford, 1926)
- Ronald Syme, Ammianus and the Historia Augusta (Oxford, 1968)
- Ronald Syme, Emperors and Biography (Oxford, 1971)
- Ronald Syme, Historia Augusta Papers (Oxford, 1983)